# خانه نظام‌الاسلام
هتل کریاس که با نام خانه نظام‌الاسلام شناخته می‌شود، اصفهان خانه‌ای تاریخی است که قدمت آن به بیش از ۱۵۰ سال پیش و دوره قاجار بازمی‌گردد. این مجموعه در گذشته خانه تاریخی مجد، نام داشته که مطلق به نظام‌الاسلام بوده‌است و در شهریور ماه سال ۱۳۹۰ در فهرست آثار ملی ایران به ثبت رسیده‌است.

## تاریخچه
این خانه متعلق به میرزا محمد دستجردی، از شخصیت روحانی - سیاسی و از رهبران جنبش مشروطه دوران قاجار بوده و پایگاه فعالیت‌های سیاسی اجتماعی دوران مشروطه در شهر اصفهان محسوب می‌شده‌است. این خانه یادگاری از معماری دوره قاجار که در نهایت سادگی بنا شده و از نقاشی، آینه کاری و دیگر تزئینات اثری به جز چند مورد کوچک دیگر به چشم نمی‌خورد.

## مشخصات
این خانه پس از انجام مرمت و بازسازی کلی، در نوروز سال ۱۳۹۷ با عنوان اقامتگاه سنتی کریاس فعالیت خود را آغاز کرد. اقامتگاه کریاس اصفهان دارای ۱۵ باب اتاق است که در طبقات همکف و اول، حیاط مجموعه را احاطه کرده‌اند.
از لحاظ موقعیت مکانی، این مجموعه در نزدیکی مسجد جامع عباسی، میدان نقش جهان و عالی قاپو واقع است.